# آنتونلا روجیرو
آنتونلا روجیرو (ایتالیایی: Antonella Ruggiero؛ زادهٔ ۱۵ نوامبر ۱۹۵۲) خواننده و ترانه‌سرای اهل ایتالیا است. او به‌خاطر دامنه آوازی بالای خود متمایز است، که به او اجازه می‌دهد فراتر از سبک پاپ به اجرا بپردازد. او توانایی آوازخوانی در گونه‌های موسیقی مذهبی، جاز، سول، بلوز، فولکلور، تانگو، کرال، کلاسیک و کلاسیک معاصر را داراست.
او یکی از بنیانگذاران گروه ماتیا بازار در سال ۱۹۷۵ بود که نام مستعار خود (ماتیا) را به آن داد و با آن در ایتالیا و جهان به شهرت رسید.
روجیرو در سال ۱۹۸۹ از ماتیا بازار جدا شد و در سال ۱۹۹۶ با انتشار آلبوم لیبرا فعالیت مستقل و تک نفره خود را آغاز کرد.